# Jezuitská kolej (Cheb)
Jezuitská kolej v Chebu je někdejší komunita členů řádu Tovaryšstva Ježíšova v západočeském Chebu. Plán na výstavbu vlastní koleje jezuitů nebyl nikdy realizován. Řád sídlil v objektu někdejší komendy Německých rytířů až do zrušení řádu v roce 1773.

## Historie
Do Chebu přišli jezuité někdy před rokem 1630 jako misijní společenstvo. Jejich prvním řádovým domem byla někdejší komenda řádu křižovníků s červenou hvězdou a později latinská škola. 
Ačkoli si jezuité usilovali o vybudování vlastní koleje v dolní části náměstí Krále Jiřího, k čemuž však nikdy nedošlo. Městská rada řádu k užívání poskytla bývalou komendu Německých rytířů. Zde jezuité vytvořili učebny a hospodářské pozemky přeměnili na zahradu. Jezuité v objektu působili až do roku 1773, kdy byl řád v době církevních reforem Josefa II. zrušen.
Bývalá komenda byla odstraněna a na jejím místě v letech 1835 – 1839 vznikla kasárna. Po druhé světové válce byla zbourána a na jejich místě je dnes rozlehlé parkoviště.